# Station Boguchwała
Station Boguchwała is een spoorwegstation in de Poolse plaats Boguchwała.